# Mokuoloe ninole
Mokuoloe ninole är en kräftdjursart som beskrevs av J. L. Barnard 1970. Mokuoloe ninole ingår i släktet Mokuoloe och familjen Cyproideidae. Inga underarter finns listade i Catalogue of Life.